# Ines Brodmann
Ines Brodmann, född 1 april 1985 i Basel är en schweizisk orienterare som ingick i stafettlaget som tog guld vid VM 2012.